# Avigdor Hameiri
Avigdor Hame’iri (héberül: המאירי אביגדור), eredeti nevén Feuerstein Avigdor (Ódávidháza, 1890. szeptember 16. – Tel-Aviv, 1970. április 3.) Izrael-díjas magyar származású izraeli költő, emlékirat-, regény- és újságíró, novellista, műfordító, kabaréalapító, a modernizmus egyik első képviselője a palesztinai héber irodalomban. Magyar és héber nyelven egyaránt publikált.

## Élete

### Fiatalkora Magyarországon
Avigdor Hameiri Feuerstein Avigdor néven született 1890-ben a kárpátaljai Ódávidházán, haszid környezetben. Szülei korai elvesztése miatt anyai nagyapjánál töltötte gyermekkorát, akinek köszönhetően hagyományos zsidó neveltetésben és oktatásban részesült. Jesivabeli évei alatt ismerkedett meg a cionizmus irányzatával és vált annak szimpatizánsává. 1905-től a pesti I. Ferenc József Országos Rabbiképző Intézet által működtetett gimnáziumban tanult, amely a magyar magaskultúra felé való nyitást jelentette, de nemcsak Hameiri, hanem több más pályatársa, így Kiss József vagy Makai Emil számára is. Iskolái befejeztével újságírói munkát vállalt, és ekkoriban vette fel a Kova Albert nevet is. Eme és későbbi felvett neve, a Hameiri is eredeti vezetéknevének jelentésével (’tűzkő’, ’kovakő’) való játék.
Ez időben a New York kávéház vált az ifjú költőnemzedék, a későbbi nyugatosok és társaságuk, valamint Hameiri törzshelyévé. Ekkoriban ismerkedett meg és kötött barátságot példaképével, Ady Endrével is, aki óriási hatást gyakorolt mind költészetére, mind életvitelére.
Első verse 1909-ben, első héber nyelvű kötete pedig 1912-ben került publikálásra Budapesten Mi-siré Avigdor Feuerstein címmel, ám Magyarországon a modern héber nyelvű szépirodalomra kevéssé nyitott héberül olvasó közönség miatt ezen irányú törekvései nem találtak visszhangra, így külföldre, orosz és lengyel területeken működő irodalmi körök számára juttatta el verseit, ugyanis ezeken a helyeken valósággal virágzott a héber irodalom. Ugyanakkor magyar nyelvű költeményei meglehetősen nagy érdeklődést váltottak ki a korabeli olvasóközönség és a pályatársak köreiben. Verseit elsősorban a Múlt és Jövő és a Zsidó Szemle című folyóiratok adták ki rendszeresen.
1913-ban újságíróként alkalma nyílt kijutni Bécsbe, a 11. cionista kongresszusra, ahol megismerkedett és baráti viszonyt alakított ki Hayyim Nahman Bialikkal, a neves, héber nyelven alkotó költővel.

### Háborúban – fogságban
1914 nyarán, az I. világháború kitörését követően már elsők között bevonult a k.u.k. hadseregbe, és két évig a galíciai fronton harcolt tartalékos hadapródőrmesterként, mígnem 1916-ban hat hónapra orosz hadifogságba került, melynek az 1917. februári forradalom vetett véget. Ekkor felvette az Anton Germanovics Slezak nevet.

### Oroszországi évek
Szabadulása után kóborló időszak következett be életében, míg végül Kijevbe, majd ezt követően, kapcsolatainak köszönhetően Odesszába utazhatott, ahol is az ott megalakult héber nyelvű írók-költők irodalmi köréhez csatlakozott, akikkel 1921-ben közösen telepedett ki a palesztin mandátum területére, elsősorban a költőfejedelem, Bialik közbenjárásának következtében. Ezután vette fel az Avigdor Hameiri nevet.

### Letelepedés a palesztin mandátumterületen
Szinte egész hátralévő életét Tel Avivban töltötte, ahol – közép-európai mintát követve – 1927-ben megalapította az első héber nyelvű szatirikus színházat, a Ha-Kumkumot (jelentése: „A Vízforraló” vagy „A Teáskanna”). Itt díszlet- és plakáttervezőként az ugyancsak magyar származású Irsai Istvánt foglalkoztatta. Izrael Állam megalakulását követően dolgozott a Kneszetnek, a Ha-Arec napilapnak, számos egyéb helyi folyóiratnak – melyek közül néhányat, például a Lev Hadast (Új Szív) vagy a Ha-Mahart (A Holnap), ő maga alapított –, illetve egy magyar nyelvű napilapnak, az Új Keletnek is. Két ízben, 1930-ban és ’32-ben Magyarországra utazott és előadásokat tartott. 1968-ban életműve elismeréseként Izrael-díjban részesült. Tel Avivban hunyt el, 79 évesen.

## Irodalmi munkássága
Avigdor Hameirit temérdek műfajban alkotó író-költőként tartjuk számon: tollából emlékiratok, történelmi regények, elbeszélések, tárcanovellák, szatírák, gyerekkönyvek, újságcikkek, nyelvészeti értekezések, útleírások, személyes és politikai hangvételű költemények egyaránt származtak. A kutatás alapvető fontosságúnak tartja a szerző munkásságát a modern héber irodalom területén, elsősorban pacifista hangvételű írásai miatt.

### Költészete
Kortársaival, pályatársaival, többek közt David Simonival, Rahellel, Jichak Lamdannal együtt teremtik meg a szefárd ejtésű modern héber költői nyelvet. Versei számos műfaj és hangvétel között mozogtak, kezdve a vallásellenességet megfogalmazó irányversektől az expresszionista költeményekig.
Már fiatalkori magyar és héber verseinek, illetve azok magyar fordításainak is kedvező volt a kritikai fogadtatása. Költészete illeszkedik kora világirodalmának áramlatába, előképei közt nevezhető meg Verlaine, Rilke vagy éppen Ady. A tőlük ellesett modernista szellemet beleülteti a még meg nem újult héber nyelvbe, de ugyanakkor a bibliai és rabbinikus irodalomból is merít saját költészetének színesítéséhez.

### Prózaírói tevékenysége
Legismertebb műve, a héberül írott A nagy őrület (Ha-sigaon ha-gadol, 1929) – és annak folytatása, a Pokol a földön (Ba-gehenom sel mata, 1932) is – önéletrajzi ihletésű regény, mely Hameiri háborús élményeit dolgozza fel és mutatja be az olvasó számára, az ott tapasztalt megrendítő brutalitást sem elkendőzve. Az emlékiratot mint műfajt egyértelműen a közép-európai hagyományból meríti, melyet azonban egy teljesen más kulturális-nyelvi közegbe ültet át. A háború okozta teljes kiábrándultságot, a szülőföld emlékének és feltétel nélküli szeretetének fokozatos elhalványulását ragadja meg ezzel a művel.
Ifjúkorát feldolgozó műve, A daloló máglya eredetileg az Új Kelet hasábjain jelent meg magyarul 1956-tól folytatásokban. A könyv megeleveníti a magyarországi emancipáció utáni optimista légkört, Hameiri szülőfaluját és annak szűkebb környezetét, a pesti gimnáziumot, az éjszakai bohém életet és Adyval való viszonyát.

### Műfordításai
Az Adyért való rajongás egyik lenyomataként tekinthetünk a nagy példakép verseinek héber fordításkötetére, melyet 1954-ben adott ki. A válogatás 83 versfordítást tartalmazott, túlnyomórészt Ady Vér és arany című kötetéből. A fordításkötetbe bekerülő költemények igen széles skálán mozogtak, melyek nemcsak Ady Endre számos hangját tükrözik, hanem Avigdor Hameiri fordítói sokszínűségét és tehetségét is, különösen a nyelvi játékok terén.
Ám a költőóriás mellett fordít Jókait, Petőfit, Aranyt, Kosztolányit, Karinthyt, Babitsot, Móriczot és Rejtő Jenőt is. Mindazonáltal a legnagyobb elismerést és legpozitívabb kritikai fogadtatást hozó munkája Madách Az ember tragédiája című drámájának műfordítása (Hazon ha-adam) volt, amely 1924-ben, Varsóban jelent meg először nyomtatásban.
Fordításai révén a magyar irodalom, elsősorban Ady Endre és Kosztolányi Dezső életműve is hatást gyakorolt a modern héber költői nyelv születésére és a palesztin mandátumi, majd izraeli héber irodalom formálódására.

## Stílusa, témái
Avigdor Hameiri és kortársai, illetve követői szakítanak a nagy elődök, Bialik és Csernihovszki hordozta eszköztárral és témaskálával, műveik kevéssé a diaszpórabeli élethez, mindinkább az új otthonhoz, annak megépítéséhez és szeretetéhez, a kibucbeli élethez vagy az arabokkal való konfliktusokhoz kötődtek.
Művészetében rendkívül meghatározó kettős identitása, melynek elemei folytonos kölcsönhatásban építik egymásra rétegeiket életművében. Éppen ezért vissza-visszatérő kérdéssé válik írásaiban az önvizsgálat, identitásának meghatározása és helyének megtalálása a világban.
Műveinek egyik legfontosabb témája a Nagy Háború, mely a fentebb említett önéletírásainak kontextusaként is szolgál. A fronton szerzett tapasztalatait elbeszélő történeteiből kitűnik patriotizmusa, a Habsburgokhoz fűződő lojalitása, ám – paradox módon – ezekkel szemben feltűnik pacifista szelleme és kozmopolita jellemvonása is, valamint a stabil hűség fokozatos fellazulása, a Monarchiába vetett bizalom elvesztése.
Munkáiban a háborús kontextussal egyszerre jelentkezik a zsidógyűlölet megjelenítése is. Hameiri – nyíltan hangoztatott pacifizmusa ellenére – is azért vonul elsők között a seregbe, hogy rácáfoljon a hontalanság és hűtlenség antiszemita vádjaira, ám a fronton tett hazafias cselekedetei sem lehetnek tanúi az ő – és a háborúban harcoló többi zsidó – lojalitásának. A heroikus viselkedést ugyanis szintén ellenük fordítják, méghozzá azzal a váddal, miszerint ezzel nem-zsidó bajtársaikat tüntetik fel rossz fényben.
Költészete – prózaírói munkásságával ellentétben – nem az eseményszerűséget igyekszik megragadni, hanem expresszionista jelleggel sokkal inkább a belsőben rejlő érzéseket juttatja kifejezése. 21 Adys hatások is egyértelműen fel-feltűnnek költészetében: szóhasználata, motívumok összekapcsolása, stb. mind-mind Hameiri bevallott költői eszményképe felé mutatnak. Verseinek főbb témája az Én belső világának minél érzékletesebb ábrázolása, valamint a dekadens világlátás megfogalmazása mellett a vallásellenesség és a zsidó etika ostorozása.

## Hatása, utóélete
A héber irodalmi modernizmus előfutáraként, irányzatainak megalapozójaként, a szépirodalmi nyelv egyik megteremtőjeként, valamint a zsidó heroizmus és harci ideál egyik első ábrázolójaként tartja számon az irodalomtudomány, ám ezen kulcsszerepe és rangos kitüntetései, a Bialik- (1935) 24 és az Izrael-díj (1968) ellenére mind a magyar, mind az izraeli kutatás elfeledett költőként hivatkozik rá. Csupán egy-két munkája él tovább a köztudatban, illetve az általa alapított kabaré, ám eme sokszínű alkotó nevét már nem tudják azonosítani sem a szerzeményeivel, sem a színházzal.

## Művei
- Mi-siré Avigdor Feuerstein, Avigdor Feuerstein versei (1912) verseskötet
- Tokhnit ha-nesef, Az összejövetel terve (1923) verseskötet
- Tahat samajim adumim, Vörös égbolt alatt (1925) elbeszélések
- Halav em, Anyatej (1925) verseskötet
- Keset Jaakov, Jákob íja (1926) elbeszélések
- Ec ha-szade, A mező fája (1927) elbeszélés
- Be-sem Rabbi Jesu mi-Naceret, Názáreti Jézus rabbi nevében (1928) regény
- Kitvé Avigdor Hameiri, Avigdor Hameiri írásai (1926–29)
- Ha-sigaon ha-gadol, A nagy őrület (1929) regény
- Ben siné ha-adam, Az ember fogai között (1930) regény
- Ba-gehenom sel mata, Pokol a földön (1932) regény
- Hokhmat ha-behemot, Az állatok bölcsessége (1933) gyermeknovella
- Szefer ha-sirim, Versek könyve (1933)
- Al ha-dam, A vérről (1936) újságcikk
- Likrat medina ivrit o galut jehuda?, Zsidó állam vagy júdai száműzetés felé? (1938) újságcikk
- Ha-mukhsarim, Az adottságok (1938) újságcikk
- Masza be-Eropa ha-prait, Utazás a vad Európán át (1938) regény
- Ha-ivri ha-kadmon, Az ősi héber (1942) nyelvészet
- Ben lajla le-lajla, Éjszakáról éjszakára (1944) elbeszélések
- Ha-moked ha-ran, A daloló máglya nem azonos az 1956-os magyar nyelven írt munkájával (1944) verseskötet
- Halomot mi-bet Raban, Álmok Rabán otthonából (1945) versek
- Ha-olam lelo somer, A világ őrző nélkül (1946) regény
- Ha-mesiah ha-lavan, A fehér Messiás (1947) regény
- Pinokio be-Erec-Jiszrael, Pinokkió Izraelben (1950) gyerekkönyv
- Ha-mahpekha be-jaar-ad, Forradalom a dzsungelben (1951) gyerekkönyv
- Szodo sel Szokratesz, Szókratész titka (1955) regény
- A daloló máglya (1956) regény
- Jeladim ve-hagim be-Jiszrael, Gyerekek és ünnepek Izraelben (1957) gyerekkönyv
- Bou leekhol, Gyertek enni! (1957) gyerekkönyv
- Asré ha-gafrur, Áldott a gyufa (1958) színdarab Szenes Hannáról
- Be-livnat ha-szafir, Zafírjárdán (1962) verseskötet
- Joszeli Tagalsi (1967) verseskötet
- Szipuré milhama, Háborús történetek (1971)
- Jalkut sirim, Válogatott versek (1976)

## Magyarul
- A nagy őrület; ford. Löwenkopf Kálmán; A Nap, Bratislava, 1931
- Egy marék föld. Elbeszélések; ford., bev. Kuti László; Gondos, Bp., 1933
- A daloló máglya. Ady és a Biblia. Versek, cikkek 1916-ig; összeáll., szerk., utószó Kőbányai János; Múlt és Jövő, Bp., 2006 (Hágár)
- A nagy őrület; ford. Löwenkopf Kálmán, átdolg., szerk., jegyz., utószó Kőbányai János; Múlt és Jövő, Bp.–Jeruzsálem, 2009 (Hágár)